# Deus vult

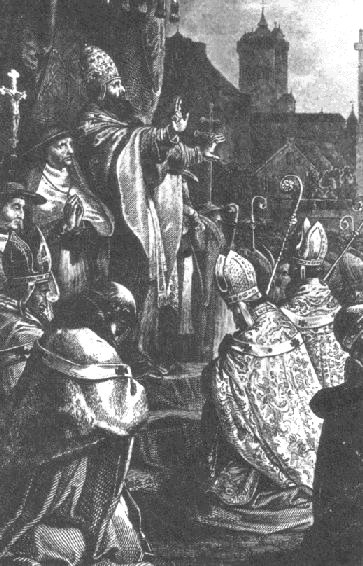
El crit Deus vult va sorgir quan Urbà II proclamà la Primera Croada. Il·lustració de l'esdeveniment de Gustave Doré.

Deus vult, 'Déu ho vol', en llatí clàssic, o deus hoc vult i deus lo vult, en llatí vulgar, fou el crit de guerra sorgit de la multitud després de la proclamació de la Primera Croada pel Papa Urbà II durant el Concili de Clermont, l'any 1095, quan l'Església Ortodoxa va demanar ajuda per defensar-se de la invasió d'Anatòlia per l'Imperi Seljúcida.
Aquesta expressió va esdevenir un lema dels combatents cristians de la Primera Croada i la frase Deus lo vult es convertiria en la divisa de l'Orde del Sant Sepulcre de Jerusalem.

En català apareix com a «Déus lo quer» en el Llibre dels fets de Jaume I:
E sembla-nos que Déus lo quer; e, pus Déus lo quer, no ens en pot mal prendre.